# 広瀬麻百合
広瀬 麻百合（ひろせ まゆり、1992年1月1日 - ）は、東京都出身の女優。

## 人物
- 2009年、芸能事務所「スウィートパワー」（フレッシュパワー部門）に入所。
- 2010年3月、『アンダーウェア・アフェア』で映画デビュー。
- 2012年1月31日、自身のブログにて当日付で所属事務所を退所と「広瀬麻百合」名義での活動を終了することを報告[2]。

## 出演

### 映画
- アンダーウェア・アフェア（2010年3月） - 舞子 役
- おにいちゃんのハナビ（2010年9月） - 工藤裕美子 役
- 3.11 A Sense of Home Films「パスポート」（2011年9月）

### TV

#### テレビドラマ
- ダンディ・ダディ?〜恋愛小説家・伊崎龍之介〜 第4話（2009年、テレビ朝日）
- おくさまは18歳（2011年、フジテレビTWO） - 早川久美子 役

#### その他の番組
- 奇跡体験!アンビリバボー（2009年4月30日、フジテレビ） - 再現ドラマ
- 全力坂（2009年6月23日・7月1日、テレビ朝日）
- ゴッドタン（2011年4月20日、テレビ東京）
- BS-TBS復興支援特別番組『YELL〜こころからこころへ声を繋ぐ〜』（2011年6月29日・7月6日・13日、BS-TBS） - こころ役（ナレーション、イメージ映像）

### Webドラマ
- コバトンTHEムービー「けさらんぱさらん」[3]（2010年9月） - ヒロイン・松本つぼみ 役
- 世界の終わりに咲く花（2010年、BeeTV）
- LISMOドラマ「HENCHMEN -ヘンチメン-」（2011年2月4日 - 25日、EZチャンネルプラス） - 里中ゆい 役

### ラジオ
- パックンたまご（2011年5月6日 - 11月6日、MBSラジオ） - レギュラー

### 舞台
- 人生はショータイム!!（2010年9月30日 - 10月7日、スペース・ゼロ） - 相楽ひかり/ダンサー 役
- Life pathfinder 2011 Tour to the end.（2011年8月25日 - 28日、新国立劇場小劇場） - シスター 役
- パラノイアショー20127周年の（2012年2月15日、Club ROOTS!） - 山田由梨 名義
- オマエの時間くれよ（2012年5月11日 - 15日、シアター711） - 同上

### CF
- 東京メトロ TOKYO WONDERGROUND 「スタート」篇（2011年5月-）
- ユニ・チャーム チャームソフトタンポン 「夏の友達」篇（2011年7月-、北海道・九州・沖縄エリア）
- ヤマザキ ランチパック 「Enjoy!いろいろ!」篇（2011年8月-）
- 花王 エッセンシャル 「やわらかカール」「みんな髪キュン」篇（2011年8月 - ）

### PV
- ひいらぎ「かけら」（2009年8月）

### 広告
- EAST BOY 2009年秋冬カタログモデル
- 富士フイルム 店頭ポスター（2011年9月）